# Copiii lui Sanchez
Copiii lui Sanchez (titlul original: The Children of Sanchez) este un film dramatic american, realizat în 1978 după romanul omonim al scriitorului Oscar Lewis. Filmul a fost prezentat la al 11-lea Festival Internațional al Filmului de la Moscova.
Coloana sonoră a filmului, intitulată de asemenea „Children of Sanchez”, a fost creată de muzicianul de Jazz Chuck Mangione. Piesa de deschidere a albumului a câștigat premiul Grammy Award din acel an, pentru cea mai bună interpretare instrumentală Pop.

## Distribuție
- Anthony Quinn – Jesús Sánchez
- Dolores del Río – Grandma Paquita
- Katy Jurado – Chata
- Lupita Ferrer – Consuelo Sánchez
- Lucia Mendez – Martha Sanchez
- Josefina Echanove – Lupe
- Patricia Reyes Spindola – Paula's sister
- Stathis Giallelis – Roberto